# 特定疾患
特定疾患（とくていしっかん）とは、日本において 厚生労働省が実施する難治性疾患克服研究事業の臨床調査研究分野の対象に指定された疾患（2012年現在、130疾患）である。都道府県が実施する特定疾患治療研究事業の対象疾患（2009年10月1日現在、56疾患）は、国の指定する疾患については特定疾患から選ばれており、当事業の対象疾患をさして特定疾患ということもある。
現在は、2014年（平成26年）に、難病の患者に対する医療等に関する法律（難病法）が成立し、特定疾患から指定難病に移行している。指定難病は現在341種類ある。
難病法における「難病」とは、「発病の機構が明らかでなく、かつ、治療方法が確立していない希少な疾病であって、当該疾病にかかることにより長期にわたり療養を必要とすることとなるものをいう。」と定義されている。

## 概説
|                           | 患者数      | 患者数          | 患者数       | 患者数     |
| 1000人以下/不明           | 1000〜5万人 | 5万〜人口の0.1% | 人口の0.1%〜 |            |
| ------------------------- | ----------- | --------------- | ------------ | ---------- |
| 診断基準あり              | 約70疾患    | 約80疾患        | 10疾患以下   | 10疾患以下 |
| 診断基準に 準ずるものあり | 約100疾患   | 約60疾患        | 10疾患以下   | 10疾患以下 |
| 診断基準なし              | 約40疾患    | 約40疾患        | 約40疾患     | 約40疾患   |

日本では、いわゆる難病の中でも積極的に研究を推進する必要のある疾患について、調査研究、重点的研究、横断的研究からなる難治性疾患克服研究事業を行っている。対象となる疾患は、厚生労働省健康局長の私的諮問機関である特定疾患対策懇談会において検討の上で決定される。
このうち、特に治療が極めて困難であり、かつ、医療費も高額である疾患について、医療の確立、普及を図るとともに、患者の医療費負担軽減を図る目的で、都道府県を実施主体として特定疾患治療研究事業が行われている。対象は2009年10月1日現在、56疾患。
特定疾患治療研究事業の対象疾患については、医療費の患者自己負担分の一部または全部について国と都道府県による公的な助成（公費負担医療）を受けることができる。

## 難病の定義
元々難病とは、一般的に「治りにくい病気」や「不治の病」を指す一般用語である。
世界では、希少疾患(rare disease)や orphan disease（市場から忘れ去られた希少疾患ということで、孤児になぞらえて用いられる。日本語では希少疾患、難病などの語で代用することが多い）といった用語が使われており、直訳である intractable disease は、日本での難病を訳した形でのみ用いられている。
施策上の難病の定義は、1972年の難病対策要綱 (PDF) によると、
1. 原因不明、治療方法未確立であり、かつ、後遺症を残すおそれが少なくない疾病
2. 経過が慢性にわたり、単に経済的な問題のみならず介護等に著しく人手を要するために家庭の負担が重く、また精神的にも負担の大きい疾病

とされている。さらに「ねたきり老人、がんなど、すでに別個の対策の体系が存するものについては、この対策から、除外する。」と規定している。
さらに、2014年に成立した難病法により「発病の機構が明らかでなく、かつ、治療方法が確立していない希少な疾病であって、当該疾病にかかることにより長期にわたり療養を必要とすることとなるものをいう。」と定義された。
行政や医療の現場では「特定の疾患」を指して「特定疾患＝難病」と俗称することもある。診療報酬明細書で「特定疾患」の表記が見られるが、本項で主に扱う「難治性疾患克服研究事業の臨床調査研究分野の対象に指定された疾患をさす」とは異なる。以下に、診療報酬上の定義を挙げる。

### 特定疾患療養管理料等に規定する疾患
特定疾患療養管理料は、厚生労働省が定めた疾患を主病とする患者に対し、治療計画に基づき、療養上必要な指導（服薬・運動・栄養等）を行った場合に月2回まで診療報酬として算定できる。名称に「特定疾患」と入るためまぎらわしいが、対象疾患は厚生労働省告示第六十三号「特掲診療料の施設基準等」（平成20年3月5日） (PDF) の別表第一「特定疾患療養管理料並びに処方料及び処方せん料に規定する疾患」（p.46-47）で確認でき、糖尿病、高血圧性疾患、喘息、胃潰瘍、慢性肝疾患など生活習慣病も多く含まれる。特定疾患処方管理加算も対象疾患は同一で、処方料又は処方箋料のいずれか一方の加算として月1回に限り算定できる。

### 特定疾患治療管理料に規定する疾患
特定疾患治療管理料は、対象疾患の患者や家族に対して療養上必要な指導を行った場合に診療報酬に算定される管理料・指導料。対象疾患には、肝炎ウイルスや後天性免疫不全症候群などのウイルス疾患、悪性腫瘍、てんかん、喘息、慢性疼痛、糖尿病合併症などがある。

## 難治性疾患克服研究事業の概観
施策上、症例が少なく原因不明・治療方法の未確立で生活面に長期に支障をきたす疾患に対して次のような対策を行っている。
1. 調査研究の推進。難治性疾患克服研究事業の臨床調査研究分野対象疾患。130疾患。
2. 医療施設等の整備
3. 地域の医療・保健福祉の充実・連携
4. QOL（クオリティ・オブ・ライフ）の向上を目指した福祉政策の充実（難病患者等居宅生活支援事業・市町村自治事務。）
5. 医療費の自己負担の軽減（特定疾患治療研究事業対象56疾患）

## 指定疾患の一覧

### 難治性疾患克服研究事業（臨床調査研究分野対象疾患）
130疾患（2009年4月1日現在）。厚生労働省による原因究明・治療法などの研究が行われる。患者の自己負担分を公費で負担するのは、特定疾患治療研究事業対象疾患のみである。
| 罹患臓器     | 疾患 | 包括される疾患 | 原因                                                          | 主たる治療法                                                           | 備考                                                    |
| ------------ | --- | --- | ------------------------------------------------------------- | ---------------------------------------------------------------------- | ------------------------------------------------------- |
| 神経 ・筋    | 脊髄小脳変性症 （多系統萎縮症） | 線条体黒質変性症 オリーブ橋小脳萎縮症 シャイ・ドレーガー症候群 晩発性小脳皮質萎縮症 歯状核赤核淡蒼球ルイ体萎縮症 フリードリヒ失調症                                   | 常染色体優性遺伝 常染色体劣性遺伝 後天性は原因不明            | リハビリテーション                                                     |                                                         |
| 神経 ・筋    | モヤモヤ病 | | 原因不明                                                      | 血行再建術                                                             | 別名:ウィリス動脈輪閉塞症                               |
| 神経 ・筋    | 多発性硬化症 | | 原因不明（自己免疫？）                                        | 副腎皮質ステロイド                                                     |                                                         |
| 神経 ・筋    | 重症筋無力症 | | 自己免疫                                                      | 副腎皮質ステロイド                                                     |                                                         |
| 神経 ・筋    | 筋萎縮性側索硬化症 (ALS) | | 原因不明                                                      | 対症療法のみ                                                           |                                                         |
| 神経 ・筋    | パーキンソン病 | | タンパク質の形質変成によるドパミン欠乏                        | レボドパ、ドパミンアゴニスト 等 LSVT リハビリテーション                |                                                         |
| 神経 ・筋    | ハンチントン病 | | 常染色体優性遺伝                                              | 抗精神病薬 等                                                          |                                                         |
| 神経 ・筋    | 進行性核上性麻痺 | | 原因不明                                                      | レボドパ 抗うつ薬 等                                                   |                                                         |
| 神経 ・筋    | ライソゾーム病 | ゴーシェ病 ムコ多糖症 等 | 常染色体劣性遺伝 伴性劣性遺伝                                 | 有効な治療法なし                                                       |                                                         |
| 神経 ・筋    | プリオン病 | クロイツフェルト・ヤコブ病 ゲルストマン・ストロイスラー・シャインカー症候群 致死性家族性不眠症                                                                        | 臓器移植時のプリオン感染 感染牛の摂取 常染色体優性遺伝        | 有効な治療法なし                                                       |                                                         |
| 神経 ・筋    | 亜急性硬化性全脳炎 | | 麻疹ウイルスの遅発感染                                        | 有効な治療法なし                                                       |                                                         |
| 神経 ・筋    | 副腎白質ジストロフィー | | X染色体劣性遺伝                                               | 有効な治療法なし                                                       |                                                         |
| 神経 ・筋    | 大脳皮質基底核変性症 | | 原因不明                                                      | ドパミンアゴニスト 等                                                  |                                                         |
| 神経 ・筋    | 進行性多巣性白質脳症 (PML) | |                                                               |                                                                        |                                                         |
| 神経 ・筋    | 脊髄性筋萎縮症 | |                                                               |                                                                        |                                                         |
| 神経 ・筋    | 球脊髄性筋萎縮症 | |                                                               |                                                                        |                                                         |
| 神経 ・筋    | ギラン・バレー症候群 | |                                                               |                                                                        |                                                         |
| 神経 ・筋    | フィッシャー症候群 | |                                                               |                                                                        |                                                         |
| 神経 ・筋    | 慢性炎症性脱髄性多発神経炎 | |                                                               |                                                                        |                                                         |
| 神経 ・筋    | 多巣性運動ニューロパチー | |                                                               |                                                                        | 別名:多発限局性運動性末梢神経炎、ルイス・サムナー症候群 |
| 神経 ・筋    | 単クローン抗体を伴う末梢神経炎 | |                                                               |                                                                        | 別名:クロウ・フカセ症候群、POEMS症候群、高月病          |
| 神経 ・筋    | 正常圧水頭症 | |                                                               |                                                                        |                                                         |
| 神経 ・筋    | ペルオキシソーム病 | |                                                               |                                                                        |                                                         |
| 神経 ・筋    | 脊髄空洞症 | |                                                               |                                                                        |                                                         |
| 神経 ・筋    | 原発性側索硬化症 | |                                                               |                                                                        |                                                         |
| 神経 ・筋    | 有棘赤血球を伴う舞踏病 | |                                                               |                                                                        |                                                         |
| 神経 ・筋    | HTLV-1関連脊髄症 (HAM) | | HTLV-1抗体陽性者のウイルス増加                                | 抗ウイルス療法                                                         |                                                         |
| 神経 ・筋    | スモン | | キノホルムによる副作用                                        | リハビリテーション                                                     | 全額公費負担                                            |
| 消化器       | クローン病 | | 原因不明（自己免疫？）                                        | 副腎皮質ステロイド 免疫抑制剤                                          |                                                         |
| 消化器       | 潰瘍性大腸炎 | | 原因不明（自己免疫？）                                        | 副腎皮質ステロイド 免疫抑制剤                                          |                                                         |
| 消化器       | 劇症肝炎 | | 肝炎ウイルス（A・B・D・E） 薬剤による副作用                   | 血漿交換・血液透析 副腎皮質ステロイド グルカゴン - インスリン療法 等   | 全額公費負担                                            |
| 消化器       | 原発性胆汁性胆管炎 | | 自己免疫                                                      | ウルソデオキシコール酸                                                 |                                                         |
| 消化器       | バッド・キアリ症候群 | 一次性バッド・キアリ症候群 二次性バッド・キアリ症候群 | 一次性は原因不明                                              | 肝臓移植                                                               |                                                         |
| 消化器       | 重症急性膵炎 | 急性出血性膵炎 急性壊死性膵炎 | 胆石症 副腎皮質ステロイド 他                                  | 輸液・電解質補正 腹膜灌流・血液浄化法 膵酵素阻害剤と抗生物質の持続動注 | 全額公費負担                                            |
| 消化器       | 自己免疫性肝炎 | |                                                               |                                                                        |                                                         |
| 消化器       | 特発性門脈圧亢進症 | |                                                               |                                                                        |                                                         |
| 消化器       | 肝外門脈閉塞症 | |                                                               |                                                                        |                                                         |
| 消化器       | 肝内結石症 | |                                                               |                                                                        |                                                         |
| 消化器       | 肝内胆管障害 | 原発性硬化性胆管炎 |                                                               |                                                                        |                                                         |
| 消化器       | 慢性膵炎 | |                                                               |                                                                        |                                                         |
| 消化器       | 膵嚢胞線維症 | | CFTR遺伝子の突然変異                                          |                                                                        |                                                         |
| 腎臓・泌尿器 | IgA腎症 | | 原因不明                                                      |                                                                        |                                                         |
| 腎臓・泌尿器 | 急速進行性糸球体腎炎 | | 原因不明                                                      |                                                                        |                                                         |
| 腎臓・泌尿器 | 難治性ネフローゼ症候群 | |                                                               |                                                                        |                                                         |
| 腎臓・泌尿器 | 多発性嚢胞腎 | | PKD1・PKD2遺伝子の突然変異                                    |                                                                        |                                                         |
| 循環器       | 肥大型心筋症 | |                                                               |                                                                        |                                                         |
| 循環器       | 特発性拡張型心筋症 | | 原因不明                                                      | 心臓移植                                                               |                                                         |
| 循環器       | 拘束型心筋症 | |                                                               |                                                                        |                                                         |
| 循環器       | ミトコンドリア病 | | ミトコンドリア遺伝子の突然変異                                |                                                                        |                                                         |
| 循環器       | ファブリー病 | |                                                               |                                                                        |                                                         |
| 循環器       | 家族性突然死症候群 | |                                                               |                                                                        |                                                         |
| 循環器       | 高安動脈炎 | | 自己免疫                                                      | 副腎皮質ステロイド                                                     | 高安病                                                  |
| 循環器       | バージャー病 | | 原因不明（喫煙？）                                            | 交感神経節切除術 下肢動脈バイパス再建術                                | ビュルガー病                                            |
| 呼吸器       | サルコイドーシス | 肺サルコイドーシス 眼サルコイドーシス 心臓サルコイドーシス 皮膚サルコイドーシス 等                                                                                    | 原因不明（アクネ菌？）                                        | 副腎皮質ステロイド                                                     |                                                         |
| 呼吸器       | 特発性間質性肺炎 | 急性間質性肺炎 びまん性間質性肺炎（特発性肺線維症） リンパ性間質性肺炎 等                                                                                             | 原因不明 膠原病続発性                                         | 副腎皮質ステロイド                                                     |                                                         |
| 呼吸器       | 肺動脈性肺高血圧症 | | 原因不明                                                      | プロスタグランジンE1 肺移植                                            |                                                         |
| 呼吸器       | 慢性特発性肺血栓塞栓症 | | 原因不明                                                      | 抗血栓剤                                                               |                                                         |
| 呼吸器       | びまん性汎細気管支炎 | |                                                               |                                                                        |                                                         |
| 呼吸器       | 若年性肺気腫 | |                                                               |                                                                        |                                                         |
| 呼吸器       | リンパ脈管筋腫症 (LAM) | |                                                               |                                                                        |                                                         |
| 呼吸器       | ランゲルハンス細胞組織球症 （ヒスチオサイトーシスX）                                                                                    | |                                                               |                                                                        |                                                         |
| 呼吸器       | 肥満低換気症候群 | |                                                               |                                                                        |                                                         |
| 呼吸器       | 肺胞低換気症候群 | |                                                               |                                                                        |                                                         |
| 血液         | 再生不良性貧血 | | 原因不明（自己免疫？）                                        | 骨髄移植 蛋白同化ステロイド 副腎皮質ステロイド                         |                                                         |
| 血液         | 溶血性貧血 | 自己免疫性溶血性貧血 発作性夜間ヘモグロビン尿症 |                                                               | 副腎皮質ステロイド薬                                                   |                                                         |
| 血液         | 不応性貧血 （骨髄異形成症候群）骨髄異型性症候群は特定疾患に入りません。https://www.mhlw.go.jp/stf/seisakunitsuite/bunya/0000084783.html | |                                                               |                                                                        |                                                         |
| 血液         | 骨髄線維症 | |                                                               |                                                                        |                                                         |
| 血液         | 特発性血栓症 | |                                                               | 薬物療法 手術                                                          |                                                         |
| 血液         | 血栓性血小板減少性紫斑病 (TTP) | |                                                               |                                                                        |                                                         |
| 血液         | 特発性血小板減少性紫斑病 | 急性特発性血小板減少性紫斑病 慢性特発性血小板減少性紫斑病 | 自己免疫                                                      | 副腎皮質ステロイド                                                     |                                                         |
| 血液         | 原発性免疫不全症候群 | | 先天的に免疫系のいずれかの部分に欠陥                          | 静注用ヒト免疫グロブリン製剤等の補充 臍帯血 骨髄による造血幹細胞移植   |                                                         |
| 代謝・免疫   | アミロイドーシス | 原発性全身性アミロイドーシス 骨髄腫随伴性アミロイドーシス 家族性アミロイドーシス 等                                                                                   | 原発性は原因不明 多発性骨髄腫 慢性炎症性疾患 常染色体優性遺伝 | 副腎皮質ステロイド セファランチン                                      |                                                         |
| 代謝・免疫   | 全身性エリテマトーデス | | 自己免疫                                                      | 副腎皮質ステロイド 免疫抑制剤                                          | 膠原病                                                  |
| 代謝・免疫   | 多発性筋炎 皮膚筋炎 | | 自己免疫 悪性腫瘍                                             | 副腎皮質ステロイド 免疫抑制剤                                          | 膠原病                                                  |
| 代謝・免疫   | 強皮症 | 進行性全身性強皮症 | 自己免疫                                                      | 副腎皮質ステロイド 降圧剤・免疫抑制剤                                  | 膠原病                                                  |
| 代謝・免疫   | 悪性関節リウマチ | | 自己免疫                                                      | 副腎皮質ステロイド 免疫抑制剤                                          | 膠原病                                                  |
| 代謝・免疫   | 結節性動脈周囲炎 | 結節性多発動脈炎 顕微鏡的多発血管炎 | 自己免疫                                                      | 副腎皮質ステロイド 免疫抑制剤                                          | 膠原病                                                  |
| 代謝・免疫   | 混合性結合組織病 | | 自己免疫                                                      | 副腎皮質ステロイド 免疫抑制剤                                          |                                                         |
| 代謝・免疫   | 多発血管炎性肉芽腫症 | | 自己免疫                                                      | 副腎皮質ステロイド 免疫抑制剤                                          |                                                         |
| 代謝・免疫   | 原発性免疫不全症候群 | 無ガンマグロブリン血症 重症複合免疫不全症 ADA欠損症 ウィスコット・アルドリッチ症候群 毛細血管拡張性失調症 慢性肉芽腫症 チェディアック・東症候群 ディジョージ症候群 等 | 常染色体劣性遺伝 伴性劣性遺伝                                 | 造血幹細胞移植 遺伝子治療 感染予防・欠乏因子補充                       |                                                         |
| 代謝・免疫   | 原発性高脂血症 | |                                                               |                                                                        |                                                         |
| 代謝・免疫   | 家族性高コレステロール血症 | |                                                               |                                                                        |                                                         |
| 代謝・免疫   | 好酸球性多発血管炎性肉芽腫症 | |                                                               |                                                                        | 別名:チャーグ・ストラウス症候群                         |
| 代謝・免疫   | 巨細胞性動脈炎 | |                                                               |                                                                        |                                                         |
| 代謝・免疫   | シェーグレン症候群 | |                                                               |                                                                        |                                                         |
| 代謝・免疫   | 成人スティル病 | |                                                               |                                                                        |                                                         |
| 代謝・免疫   | 抗リン脂質抗体症候群 | |                                                               |                                                                        |                                                         |
| 内分泌器     | ビタミンD受容機構異常症 | | ビタミンD受容体遺伝子の変異                                   | ビタミンDの大量投与                                                    |                                                         |
| 内分泌器     | 甲状腺ホルモン不応症 | 生まれつき甲状腺ホルモンの働きが悪い |                                                               | 薬の投与必要ない                                                       |                                                         |
| 内分泌器     | TSH受容体異常症 | | TSH受容体遺伝子の変異                                         |                                                                        |                                                         |
| 内分泌器     | 下垂体性TSH分泌異常症 | |                                                               |                                                                        |                                                         |
| 内分泌器     | 偽性副甲状腺機能低下症 | |                                                               |                                                                        |                                                         |
| 内分泌器     | PRL分泌異常症 | |                                                               |                                                                        |                                                         |
| 内分泌器     | ゴナドトロピン分泌異常症 | |                                                               |                                                                        |                                                         |
| 内分泌器     | ADH分泌異常症 | |                                                               |                                                                        |                                                         |
| 内分泌器     | 原発性アルドステロン症 | |                                                               |                                                                        |                                                         |
| 内分泌器     | 副腎低形成 (アジソン病) | |                                                               |                                                                        |                                                         |
| 内分泌器     | グルココルチコイド抵抗症 | |                                                               |                                                                        |                                                         |
| 内分泌器     | 副腎酵素欠損症 | |                                                               |                                                                        |                                                         |
| 内分泌器     | 偽性低アルドステロン症 | |                                                               |                                                                        |                                                         |
| 内分泌器     | 中枢性摂食異常症 | | ストレス                                                      | 心理療法 薬物療法                                                      |                                                         |
| 内分泌器     | 下垂体機能低下症 | | 腫瘍 外傷 自己免疫 原因不明                                   | ホルモン補充療法                                                       |                                                         |
| 内分泌器     | クッシング病 | | ACTH産生腫瘍                                                  | 手術                                                                   |                                                         |
| 内分泌器     | 先端巨大症 | | 成長ホルモン産生腫瘍                                          | 手術                                                                   |                                                         |
| 骨・関節     | 前縦靭帯骨化症 | | 原因不明                                                      | 手術                                                                   |                                                         |
| 骨・関節     | 後縦靭帯骨化症 | | 原因不明                                                      | 手術                                                                   |                                                         |
| 骨・関節     | 黄色靭帯骨化症 | | 原因不明                                                      | 手術                                                                   |                                                         |
| 骨・関節     | 広汎脊柱管狭窄症 | | 先天異常 各種脊椎疾患 外傷・医原性                            | 手術                                                                   |                                                         |
| 骨・関節     | 特発性大腿骨頭壊死症 | | 原因不明                                                      | 人工骨頭・人工関節置換術                                               |                                                         |
| 骨・関節     | 特発性ステロイド性骨壊死症 | |                                                               | 手術                                                                   |                                                         |
| 骨・関節     | 進行性骨化性線維異形成症 (FOP) | | ACVR1遺伝子の突然変異                                         | 有効な治療法なし                                                       |                                                         |
| 皮膚         | 天疱瘡 | 尋常性天疱瘡 増殖性天疱瘡 落葉状天疱瘡 紅斑性天疱瘡 腫瘍随伴性天疱瘡 IgA天疱瘡                                                                                        | 自己免疫                                                      | 副腎皮質ステロイド 免疫抑制剤 血漿交換療法                             |                                                         |
| 皮膚         | ベーチェット病 | 眼ベーチェット病 血管ベーチェット病 神経ベーチェット病 腸管ベーチェット病                                                                                             | 原因不明                                                      | シクロスポリン コルヒチン 副腎皮質ステロイド                           |                                                         |
| 皮膚         | 膿疱性乾癬 | 急性汎発性膿疱性乾癬 疱疹状膿痂疹 汎発型稽留性肢端皮膚炎 小児膿疱性乾癬                                                                                               | 原因不明（自己免疫？）                                        | シクロスポリン レチノイド 活性型ビタミンD3軟膏                         |                                                         |
| 皮膚         | 表皮水疱症 | 接合部型先天性表皮水疱症 優性栄養障害型先天性表皮水疱症 劣性栄養障害型先天性表皮水疱症                                                                                | 常染色体優性遺伝 常染色体劣性遺伝                             | 有効な治療法なし （一部、型によっては治療可能2009年現在）              |                                                         |
| 皮膚         | 神経線維腫症 | 神経線維腫症1型 （レックリングハウゼン病） 神経線維腫症2型 | 常染色体優性遺伝 突然変異による発症                           | 有効な治療法なし                                                       |                                                         |
| 皮膚         | 魚鱗癬 | 尋常性魚鱗癬 伴性遺伝性尋常性魚鱗癬 水疱型先天性魚鱗癬様紅皮症 葉状魚鱗癬                                                                                             | 常染色体優性遺伝                                              | 有効な治療法なし                                                       | 水疱型・非水疱型は17歳11ヶ月まで公費補助あり            |
| 皮膚         | 好酸球性筋膜炎 | |                                                               |                                                                        |                                                         |
| 皮膚         | 重症多形滲出性紅斑 (急性期) | |                                                               |                                                                        |                                                         |
| 皮膚         | 硬化性萎縮性苔癬 | |                                                               |                                                                        |                                                         |
| 皮膚         | 結節性硬化症 (プリングル病) | |                                                               |                                                                        |                                                         |
| 皮膚         | 色素性乾皮症 (XP) | |                                                               |                                                                        |                                                         |
| 眼           | 網膜色素変性症 | | 常染色体優性遺伝                                              | 有効な治療法なし                                                       |                                                         |
| 眼           | 加齢黄斑変性 | |                                                               |                                                                        |                                                         |
| 眼           | 難治性視神経症 | |                                                               |                                                                        |                                                         |
| 耳           | メニエール病 | | 原因不明                                                      |                                                                        |                                                         |
| 耳           | 遅発性内リンパ水腫 | | 原因不明                                                      |                                                                        |                                                         |
| 耳           | 突発性難聴 | | 原因不明                                                      |                                                                        |                                                         |
| 耳           | 特発性両側性感音難聴 | | 原因不明                                                      |                                                                        |                                                         |

（作成中）

### 特定疾患治療研究事業対象疾患
56疾患（2009年10月1日現在）。患者は所轄の保健所に申請することにより、医療費の自己負担分の一部または全額の助成を、公費で受けることができた。
健康保険法で定める3割負担部分において、公費助成がなされ、それを除いた部分が患者自己負担となる。
- 疾患番号は、厚生労働省の臨床調査研究に、おおむね指定された時期の順番どおり。

1. ベーチェット病
2. 多発性硬化症
3. 重症筋無力症
4. 全身性エリテマトーデス
5. スモン
6. 再生不良性貧血
7. サルコイドーシス
8. 筋萎縮性側索硬化症
9. 強皮症/皮膚筋炎および多発性筋炎
10. 特発性血小板減少性紫斑病
11. 結節性動脈炎
  1. 結節性動脈炎
  2. 顕微鏡的多発血管炎
12. 潰瘍性大腸炎
13. 高安動脈炎
14. ビュルガー病（バージャー病）
15. 天疱瘡
16. 脊髄小脳変性症
17. クローン病
18. 難治性肝炎のうち、劇症肝炎
19. 悪性関節リウマチ (線維筋痛症を含まず)
20. パーキンソン病関連疾患
  1. 進行性核上性麻痺
  2. 大脳皮質基底核変性症
  3. パーキンソン病
21. アミロイドーシス
22. 後靭帯骨化症
23. ハンチントン病
24. モヤモヤ病（ウイルス動脈輪閉鎖症）
25. 多発血管炎性肉芽腫症
26. 特発性拡張型（うっ血型）心筋症
27. 多系統萎縮症
  1. 線条体黒質変性症
  2. オリーブ橋小脳萎縮症
  3. シャイ・ドレーガー症候群
28. 表皮水疱症（接合型及び栄養障害型）
29. 膿疱性乾癬
30. 広範脊柱管狭窄症
31. 原発性胆汁性胆管炎
32. 重症急性膵炎
33. 特発性大腿骨頭壊死症
34. 混合性結合組織病
35. 原発性免疫不全症候群
36. 特発性間質性肺炎
37. 網膜色素変性症
38. プリオン病
  1. クロイツフェルト・ヤコブ病
  2. ゲルストマン・ストロイスラー・シャインカー病
  3. 致死性家族性不眠症
39. 原発性肺高血圧症
40. 神経線維腫症I型/神経線維腫症II型
41. 亜急性硬化性全脳炎
42. バット・キアリ(Budd-Chiari)症候群
43. 特発性慢性肺血栓塞栓症(肺高血圧型)
44. ライソゾーム病
  1. ライソゾーム病(ファブリー病を除く)
  2. ライソゾーム病(ファブリー病)
45. 副腎白質ジストロフィー
46. 家族性高コレステロール血症 (ホモ接合型)
47. 脊髄性筋萎縮症
48. 球脊髄性筋萎縮症
49. 慢性炎症性脱髄性多発神経炎
50. 肥大型心筋症
51. 拘束型心筋症
52. ミトコンドリア病
53. リンパ脈管筋腫症 (LAM)
54. 重症多形滲出性紅斑 (急性期)
55. 黄色靭帯骨化症
56. 間脳下垂体機能障害
  1. PRL分泌異常症
  2. ゴナドトロピン分泌異常症
  3. ADH分泌異常症
  4. 下垂体性TSH分泌異常症
  5. クッシング病
  6. 先端巨大症
  7. 下垂体機能低下症

平成21年度補正予算において、特定疾患治療研究事業に緊要性の高い疾患を追加するものとされたことをうけ、平成21年10月より、本事業の対象疾患に以下の11疾患が追加された。
1. 家族性高コレステロール血症（ホモ接合体）
2. 脊髄性筋萎縮症
3. 球脊髄性筋萎縮症
4. 慢性炎症性脱髄性多発神経炎
5. 肥大型心筋症
6. 拘束型心筋症
7. ミトコンドリア病
8. リンパ脈管筋腫症（LAM）
9. 重症多形滲出性紅斑（急性期）
10. 黄色靱帯骨化症
11. 間脳下垂体機能障害（PRL分泌異常症、ゴナドトロピン分泌異常症、ADH分泌異常症、下垂体性TSH分泌異常症、クッシング病、先端巨大症、下垂体機能低下症）

### 指定難病（難病の患者に対する医療等に関する法律）
難病の定義である
1. 発病の機構が明らかでなく
2. 治療方法が確立していない
3. 希少な疾患であって
4. 長期の療養を必要とするもの

に加えて、
1. 患者数が本邦において一定の人数（人口の約0.1%程度）に達しないこと
2. 客観的な診断基準（またはそれに準ずるもの）が成立していること

が挙げられる。306疾病（2015年7月1日現在）。